# Energia de Planck
L'energia de Planck, simbolitzat com PEP, és la unitat d'energia al sistema d'unitats naturals conegut com a unitats de Planck.
L'energia de Planck s'expressa com:
{\displaystyle E_{p}={\sqrt {\frac {\hbar c^{5}}{G}}}\approx } 1.956 × 10⁹ J {\displaystyle \approx } 1.22 × 1019 GeV {\displaystyle \approx } 0,5433 MWh
on:
- {\displaystyle c} és la velocitat de la llum al buit
- {\displaystyle \hbar } és la constant de Planck reduïda
- {\displaystyle G} és la constant de la gravitació

Una definició equivalent seria:
{\displaystyle E_{p}={\frac {\hbar }{t_{P}}},}
on:
- {\displaystyle \ t_{P}} és el temps de Planck.

Els raigs còsmics d'ultra alta energia que es van observar el 1991 tenen una energia d'uns 50 joules, el que equival a uns 2,5×10-8 Ep. Moltes de les unitats de Planck són extremadament petites per a poder ser observades als fenòmens macroscòpics, però en canvi, Ep té una escala macroscòpica, seria aproximadament igual a la descàrrega d'un llamp o al consum d'electricitat per persona durant una setmana als Estats Units el 2001.
Ep és una magnitud significativa en física de partícules quan s'ha de tenir en consideració la gravetat. L'energia de Planck no és tan sols l'energia necessària per demostrar la longitud de Planck, sinó que probablement és la màxima energia possible que es pot contenir dins d'una regió a aquesta escala. Una esfera d'una longitud de Planck de diàmetre, contenint una unitat d'energia de Planck esdevindria un petit, i molt calent, forat negre.
Les unitats de Planck han estat concebudes per normalitzar les constants físiques G, i c a 1. D'aquí que si utilitzem les unitats de Planck, l'equivalència entre massa i energia que expressa l'equació E=mc² se simplifica a E=m, és a dir l'energia i la massa de Planck són numèricament idèntiques. A les equacions de la Relativitat general, s'acostuma a multiplicar G per 8π. Per tant, a la notació en física de partícules i cosmologia s'acostuma a normalitzar 8πG a 1. Aquesta normalització és l'energia de Planck reduïda, que es defineix com:
{\displaystyle {\sqrt {\frac {\hbar {}c^{5}}{8\pi G}}}} {\displaystyle \approx } 0,390 × 10⁹ J {\displaystyle \approx } 2,43 × 1018 GeV.